# Giacinto Pullino (1913)
Giacinto Pullino – włoski okręt podwodny z początku XX wieku, jedna z dwóch jednostek typu Pullino. Okręt został zwodowany 21 lipca 1913 roku w Arsenale La Spezia, a w skład Regia Marina został wcielony 12 grudnia 1913 roku. „Giacinto Pullino” pełnił służbę na Morzu Śródziemnym, biorąc udział w I wojnie światowej. 31 lipca 1916 roku jednostka weszła na mieliznę u wybrzeży Austro-Węgier i została zdobyta przez przeciwnika, jednak zatonęła następnego dnia podczas holowania. W 1929 roku okręt został podniesiony przez włoską marynarkę i następnie złomowany.

## Projekt i budowa
Jednostki typu Pullino zostały zaprojektowane przez inż. majora korpusu inżynierów okrętowych, Virginia Cavalliniego. Okręty charakteryzowały się konstrukcją dwukadłubową z dwoma kadłubami o jednakowej odporności na działanie ciśnienia hydrostatycznego. W kadłubie wewnętrznym o przekroju kołowym mieściły się pomieszczenia mieszkalne, centrala i maszynownia. Przestrzeń pomiędzy kadłubami zajmowały rozmieszczone w czterech przedziałach akumulatory, podzielone na cztery części dno podwójne, zbiorniki balastowe oraz paliwa. Kadłub zewnętrzny o wrzecionowatym kształcie miał średnicę w przybliżeniu o jedną trzecią większą od średnicy kadłuba wewnętrznego i był do niego styczny na górze. Okręty otrzymały wzmocnione w stosunku do wcześniejszych włoskich konstrukcji uzbrojenie torpedowe oraz, jako pierwsze włoskie okręty podwodne, działa pokładowe. Zwiększona wytrzymałość kadłuba pozwalała też na osiąganie większej w stosunku do poprzedników głębokości zanurzenia wynoszącej 50 metrów .
„Giacinto Pullino” zbudowany został w Arsenale La Spezia. Stępkę okrętu położono 2 czerwca 1912 roku, a zwodowany został 21 lipca 1913 roku. Jednostka otrzymała nazwę na cześć piemonckiego inżyniera i stoczniowca Giacinta Pulliniego, autora m.in. planów budowy pierwszego włoskiego okrętu podwodnego .

## Dane taktyczno-techniczne
„Giacinto Pullino” był niewielkim, przybrzeżnym okrętem podwodnym . Długość całkowita wynosiła 42,3 metra, szerokość 4,17 metra i zanurzenie 3,96 metra. Wyporność normalna w położeniu nawodnym wynosiła 355 ton, a w zanurzeniu 405 ton. Okręt napędzany był na powierzchni przez dwa silniki wysokoprężne FIAT o łącznej mocy 1460 KM. Napęd podwodny zapewniały dwa silniki elektryczne Savigliano o łącznej mocy 520 KM. Dwa wały napędowe obracające dwiema śrubami umożliwiały osiągnięcie prędkości 14 węzłów na powierzchni i 10 węzłów w zanurzeniu. Zasięg wynosił 2700 Mm przy prędkości 8 węzłów w położeniu nawodnym oraz 170 Mm przy prędkości 2,5 węzła w zanurzeniu (lub 600 Mm przy prędkości 14 węzłów w położeniu nawodnym oraz 25 Mm przy prędkości 10 węzłów w zanurzeniu). Dopuszczalna głębokość zanurzenia wynosiła 50 metrów.
Okręt wyposażony był w cztery stałe wyrzutnie torpedowe kalibru 450 mm, po dwie na dziobie i rufie oraz dwie zewnętrzne zainstalowane na pokładzie jednostki, z łącznym zapasem ośmiu torped. Uzbrojenie artyleryjskie stanowiły: pojedyncze działo kalibru 57 mm Hotchkiss M1886 L/40 oraz pojedyncze działo kalibru 37 mm Hotchkiss M1890 L/25 
Załoga okrętu składała się z 2 oficerów oraz 17 podoficerów i marynarzy.

## Służba
„Giacinto Pullino” został wcielony do służby w Regia Marina 12 grudnia 1913 roku. Jego pierwszym dowódcą został kpt. mar. (wł. tenente di vascello) Alberto Bonini . Po zakończeniu przeprowadzonych w pobliżu bazy La Spezia testów „Giacinto Pullino” wraz z bliźniaczym okrętem „Galileo Ferraris” weszły w skład 3. eskadry (wł. Squadriglia) okrętów podwodnych w Tarencie . 24 maja 1915 roku, w momencie przystąpienia Włoch do I wojny światowej, okręt wchodził w skład 2. eskadry okrętów podwodnych w Wenecji (wraz z „Argo” i „Fisalia”). Okręt brał udział w ofensywnych rejsach bojowych u wybrzeży przeciwnika na wodach Adriatyku . W 1915 roku jednostka wykonała 15 misji ofensywnych, a w 1916 roku, najpierw pod dowództwem Carlo De Donato, a następnie Ubaldo degli Uberti kolejnych 16 . 4 lipca 1916 roku „Giacinto Pullino” przeprowadził atak torpedowy na austro-węgierskie parowce „S. Marco” i „Nesazzio”, w wyniku którego „S. Marco” został trafiony w okolice śruby i doznał uszkodzeń . 
29 lipca 1916 roku „Giacinto Pullino” z pochodzącym z Istrii pilotem Nazario Sauro na pokładzie wyszedł w morze z zadaniem zaatakowania parowców stojących w porcie Fiume . W nocy z 30 na 31 lipca okręt przechodząc pomiędzy wyspami Unie a Galiola utknął na mieliźnie u wybrzeży tej ostatniej i mimo wysiłku załogi nie zdołał się uwolnić . Dowódca jednostki wydał rozkaz zniszczenia dokumentów i oraz całego wyposażenia pokładowego, a następnie przy pomocy zdobytej na brzegu szalupy załoga opuściła okręt . Nazario Sauro, który był wcześniej poddanym austro-węgierskim, próbował uciec samotnie na małej łódce . Dowiedziawszy się o unieruchomionym nieprzyjacielskim okręcie podwodnym, dowództwo Kaiserliche und Königliche Kriegsmarine wysłało w ten rejon zespół okrętów w składzie: kanonierka torpedowa SMS „Magnet” i torpedowce SM Tb 4 i SM Tb 6. Marynarze austro-węgierscy wzięli do niewoli zarówno załogę „Giacinto Pullino”, jak i schwytali Nazario Sauro . Po wielu wysiłkach zdobywcy zdołali ściągnąć okręt podwodny z mielizny i rozpoczęli jego holowanie do bazy w Poli, jednak 1 sierpnia 1916 roku jednostka zatonęła nieopodal Cape Promontore . Nazario Sauro trafił przed trybunał wojenny i został skazany za zdradę na karę śmierci; wyrok został wykonany 10 sierpnia 1916 roku.
W 1929 roku wrak „Giacinto Pullino” został podniesiony przez specjalistów z Regia Marina, po czym w 1931 roku został złomowany .